# Port lotniczy Katania-Fontanarossa
Port lotniczy Katania-Fontanarossa – międzynarodowy port lotniczy położony 5 km na południe od Katanii. Jest największym portem lotniczym na Sycylii.

## Linie lotnicze i połączenia
| Linia lotnicza                | Kierunek |
| ----------------------------- | --- |
| Aegean Airlines               | Sezonowo: 1. Ateny |
| AeroItalia                    | 1. Rzym-Fiumicino Sezonowo: 1. Bergamo |
| Aer Lingus                    | Sezonowo: 1. Dublin |
| Air Arabia Maroc              | 1. Casablanca |
| airBaltic                     | Sezonowo: 1. Ryga |
| Air Cairo                     | Sezonowo: 1. Kair 2. Luksor 3. Szarm el-Szejk |
| Air France                    | Sezonowo: 1. Paryż-Charles de Gaulle |
| Air Serbia                    | Sezonowo: 1. Belgrad |
| Austrian Airlines             | Sezonowo: 1. Wiedeń |
| British Airways               | Sezonowo: 1. Londyn-Gatwick |
| Dan Air                       | 1. Bacău |
| DAT                           | 1. Lampedusa 2. Pantelleria |
| Delta Air Lines               | Sezonowo: 1. Nowy Jork-JFK (od 23 maja 2025) |
| easyJet                       | 1. / Bazylea 2. Berlin 3. Genewa 4. Londyn-Gatwick 5. Londyn-Luton 6. Mediolan-Malpensa 7. Neapol 8. Paryż-Charles de Gaulle Sezonowo: 1. Amsterdam 2. Bordeaux 3. Bristol 4. Edynburg 5. Lyon 6. Manchester 7. Nantes 8. Nicea 9. Zurych |
| Edelweiss Air                 | Sezonowo: 1. Zurych |
| El Al                         | Sezonowo: 1. Tel Awiw |
| Eurowings                     | 1. Düsseldorf 2. Stuttgart Sezonowo: 1. Kolonia/Bonn 2. Dortmund 3. Hamburg |
| flydubai                      | 1. Dubaj |
| Iberia                        | Sezonowo: 1. Madryt |
| Israir Airlines               | Sezonowo: 1. Tel Awiw |
| ITA Airways                   | 1. Mediolan-Linate 2. Rzym-Fiumicino |
| Jet2.com                      | Sezonowo: 1. Birmingham 2. Edynburg (od 7 maja 2025) 3. Leeds/Bradford 4. Londyn-Stansted 5. Manchester |
| KLM                           | 1. Amsterdam |
| KM Malta Airlines             | 1. Malta |
| Lufthansa                     | 1. Frankfurt 2. Monachium |
| Luxair                        | Sezonowo: 1. Luksemburg |
| Neos                          | Sezonowo: 1. Bergamo 2. Heraklion 3. Mediolan-Malpensa 4. Rodos 5. Szarm el-Szejk 6. Werona |
| Norwegian Air Shuttle         | Sezonowo: 1. Kopenhaga 2. Oslo-Gardermoen 3. Sztokholm-Arlanda |
| Ryanair                       | 1. Ankona 2. Bari 3. Paryż-Beauvais 4. Mediolan-Bergamo 5. Berlin 6. Bolonia 7. Bukareszt 8. Budapeszt 9. Cagliari 10. Bruksela-Charleroi 11. Eindhoven 12. Genua 13. Frankfurt-Hahn 14. Katowice 15. Kraków 16. Londyn-Stansted 17. Madryt 18. Malta 19. Mediolan-Malpensa 20. Neapol 21. Perugia 22. Pescara 23. Piza 24. Praga 25. Rzym-Fiumicino 26. Sewilla 27. Sofia 28. Tirana 29. Triest 30. Turyn 31. Wenecja 32. Werona 33. Wiedeń 34. Warszawa-Modlin Sezonowo: 1. Alghero 2. Ateny 3. Heraklion 4. Londyn-Luton 5. Marsylia 6. Rodos |
| SAS                           | Sezonowo: 1. Oslo-Gardermoen |
| Sky Alps                      | Sezonowo: 1. Bolzano |
| Smartwings                    | Sezonowo: 1. Bratysława 2. Praga 3. Warszawa-Chopin |
| Swiss International Air Lines | Sezonowo: 1. Genewa |
| Sun d’Or                      | Sezonowo: 1. Tel Awiw |
| Transavia                     | Sezonowo: 1. Amsterdam 2. Paryż-Orly |
| TUI fly Belgium               | Sezonowo: 1. Bruksela |
| Turkish Airlines              | 1. Stambuł |
| Volotea                       | 1. Ankona 2. Werona Sezonowo: 1. Florencja 2. Lourdes 3. Nantes 4. Olbia 5. Tuluza |
| Vueling Airlines              | 1. Barcelona 2. Florencja |
| Wizz Air                      | 1. Bolonia 2. Bukareszt 3. Budapeszt 4. Bruksela-Charleroi 5. Hamburg 6. Jassy 7. Katowice 8. Kraków 9. Memmingen 10. Mediolan-Linate 11. Praga 12. Sofia 13. Tirana 14. Turyn 15. Wenecja 16. Werona 17. Warszawa-Chopin Sezonowo: 1. Abu Zabi 2. Kluż-Napoka 3. Londyn-Gatwick 4. Szarm el-Szejk |